# پاسادنا هیلز (میزوری)
پاسادنا هیلز (به انگلیسی: Pasadena Hills) یک شهر در ایالات متحده آمریکا است که در شهرستان سنت لوئیس، میزوری واقع شده‌است. پاسادنا هیلز ۰٫۵۷ کیلومتر مربع مساحت و ۹۳۰ نفر جمعیت دارد و ۱۹۸ متر بالاتر از سطح دریا واقع شده‌است.